# Pour une biguine avec toi
Singles de Marc Lavoine
Je n'sais même plus de quoi j'ai l'air
(1983) Elle a les yeux revolver
(1985)
Pistes de Marc Lavoine
Si tu veux le savoir Avec elle
Pour une biguine avec toi est une chanson de Marc Lavoine, parue en single en 1984, puis sur le premier album de l'artiste. Écrite par le chanteur et composé par Fabrice Aboulker, Pour une biguine avec toi obtient un succès, permettant de lancer véritablement la carrière musicale de Marc Lavoine,.

## Liste des titres
| 1. | Pour une biguine avec toi | 3:37 |
| 2. | Coup de fil anonyme       | 3:30 |

| 1. | Pour une biguine avec toi (remix) | 4:37 |
| 2. | Coup de fil anonyme               | 3:30 |

## Crédits
- Marc Lavoine – chant
- Fabrice Aboulker – producteur pour AVREP
- Pascal Stive – arrangements, claviers
- Bernard Estardy – ingénieur du son[3]
- Brigitte Terrasse – design pour DGA (pochette originale)[4]
- Pascal Blitz – design (variante pochette)[5]

## Classements
| Classement (1984-86)          | Meilleure position |
| ----------------------------- | ------------------ |
| France (IFOP)                 | 43                 |
| France (Radios périphériques) | 6                  |
| Québec (Palmarès francophone) | 18                 |